# Aidán von Ferns

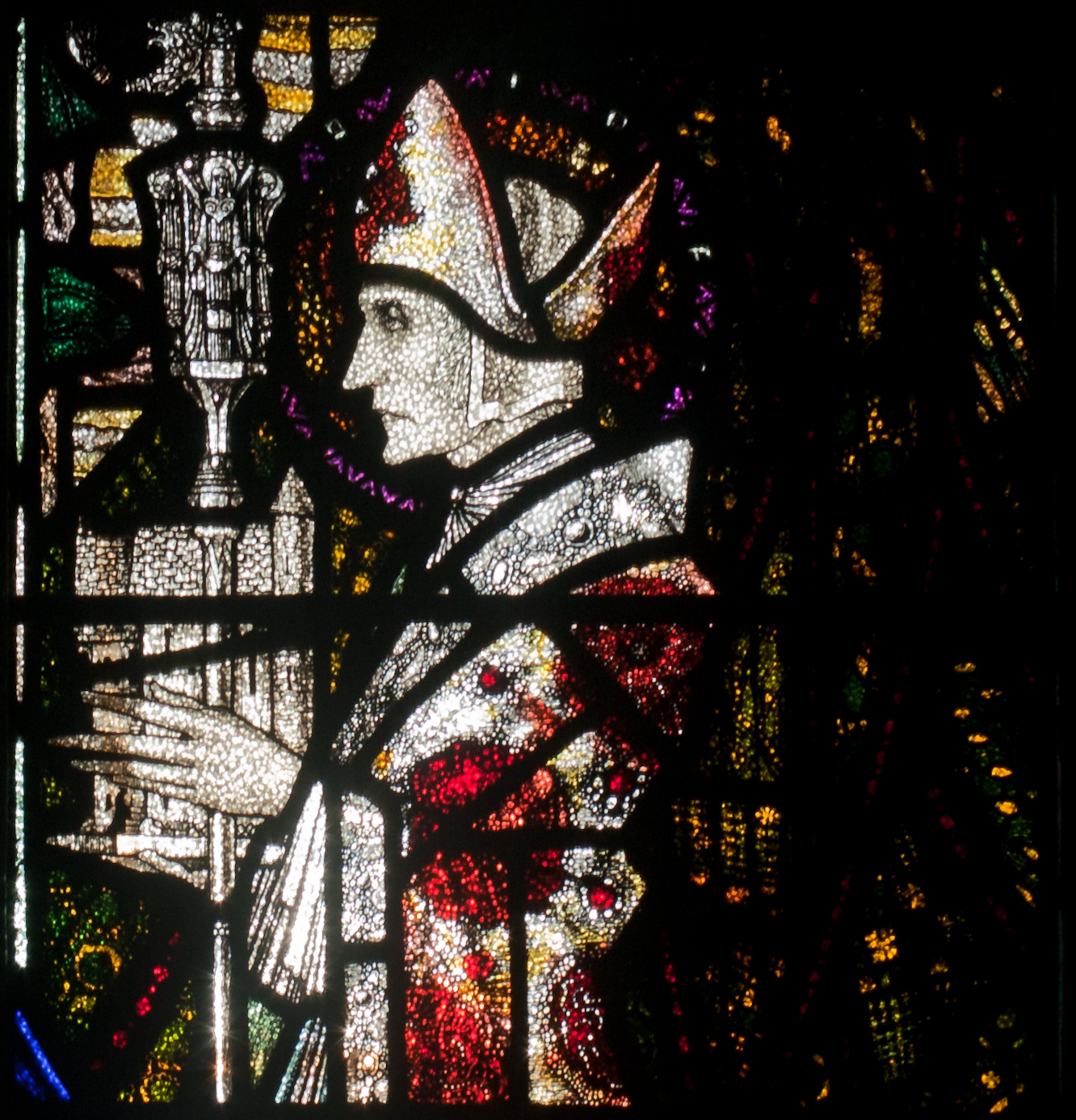
Aidán von Ferns in einer von Harry Clarke im Jahr 1919 erstellten Glasmalerei in Wexford, die ihn als blassen Asketen mit einem Modell seiner Kirche in Ferns zeigt.

Aidán von Ferns (* vermutlich vor 550 in Templeport, County Cavan; † 627 vermutlich in Ferns, County Wexford) war ein irischer Geistlicher. Er war der Begründer des Klosters in Ferns und gilt als erster Bischof des Bistums Ferns. In den ab 1200 entstandenen Hagiographien wird er unter dem Namen Máedóg verehrt, einer Namensform, die sich von Aidán bzw. Áedh ableitet, indem der verehrende Präfix mo (übersetzt: „mein“) vorangestellt und das Diminutiv óg das die Jugendlichkeit des Namensträgers betont, als Suffix hinzugefügt wird. Er gilt als der Patron seiner Diözese und der von Ferns. Sein Gedenktag ist der 31. Januar.

## Schriftliche Zeugnisse
Zu den Annalen, die Aidáns Tod erwähnen, gehören neben den Annalen der vier Meister auch die Annalen von Ulster, die Annalen von Tigernach und das Chronicon Scotorum. Durch eine Verwechslung mit Máedóg von Clonmore entstanden in den Annalen von Tigernach und dem Chronicon Scotorum jedoch Einträge, die auf ein zu spätes Todesjahr verweisen. Sowohl die Martyrologie von Tallaght als auch die Martyriologie des Oengus, die zwischen 828 und 833 entstanden, nennen Aidán für den 31. Januar. Die Martyrologie des Oengus besitzt umfangreiche Glossen, die Auskunft zur noblen Herkunft Aidáns geben und ihn als einen Schüler Davids von Menevia ausweisen.

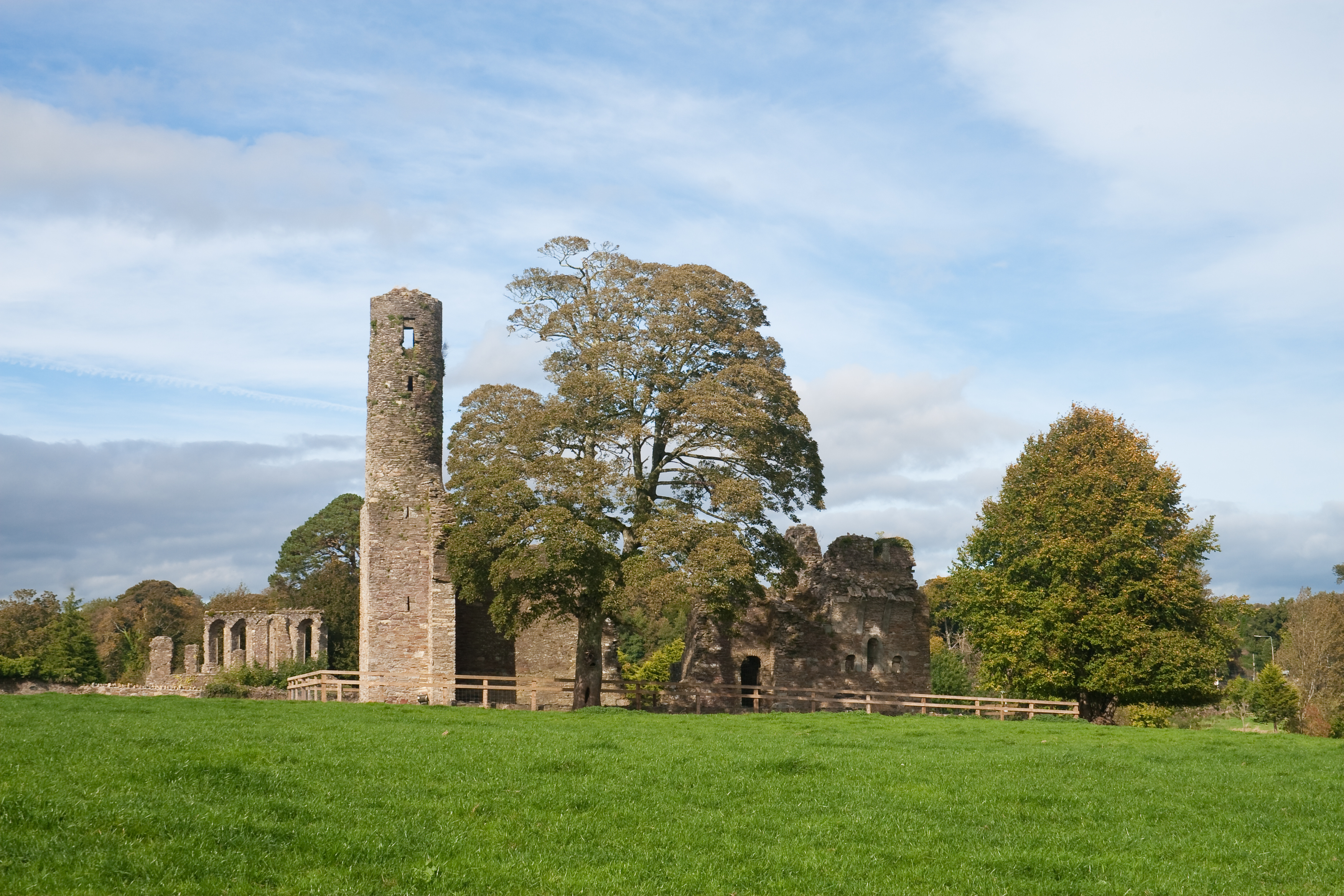
Ruinen der mittelalterlichen Kathedrale und des Augustinerklosters in Ferns, in der die nicht erhaltene Erstfassung der Hagiographie zu Aidán entstand

Die früheste erhaltene Hagiographie zu Aidán entstand um 1200, bei der es sich wohl um eine Übersetzung ins Lateinische von einer ursprünglichen irischen Fassung handelt, die jedoch nicht mehr erhalten ist. Zur Entstehungszeit der irischen Originalfassung gibt es unterschiedliche Vermutungen. Einige gehen davon aus, dass diese im 11. Jahrhundert während der Regierungszeit des damaligen Königs von Leinster Máel na mBó entstand (1042–1072). Ó Riain erkennt im Text jedoch einige augustinische Bezüge und datiert deswegen diesen in die Mitte oder die zweite Hälfte des 12. Jahrhunderts. Die Motivation für den Text lag wohl in dem Interesse, die Bedeutung von Ferns im Vergleich zu den Rivalen in Clonmore (heute in County Carlow) zu betonen. Zu diesem Effekt trug auch bei, dass eine der Máedóg von Clonmore zugeordneten Erzählungen in die Hagiografie für Aidán mit aufgenommen wurde. Der früheste erhaltene Text entstand vermutlich in Monmouth oder Brecon in Wales im Rahmen einer Sammlung walisischer Heiliger und wird in der British Library verwahrt.
Von dieser Vita leiteten sich weitere Texte ab. Erhalten sind u. a. ein aus dem 13. Jahrhundert stammender Text in Brüssel, eine aus dem 15. Jahrhundert stammende Handschrift in der Primate Marsh’s Library, ein sehr ähnlicher, ebenfalls aus der gleichen Zeit stammender Text beim Trinity College und zwei um 1350 und 1400 entstandene Handschriften in Oxford.

## Leben
Aidán gehörte als Sohn von Setna dem Clan der Uí Meic Uais an, einer der herrschenden Familien des Königreichs Oriel. Seine Mutter Eithne entstammte dem Clan der Uí Amalgai, die im heute zum County Mayo gehörenden Gebiet beheimatet waren. Geboren wurde er in Port Island in der Gemeinde Templeport, County Cavan. Wie damals bei herrschenden Familien üblich, wuchs er wahrscheinlich bei Pflegeeltern auf und kam dann bereits in jungen Jahren nach Menevia im südlichen Wales, das damals unter der Kontrolle der aus der Gegend von Waterford stammenden Déisi stand. Hier war Aidán einer unter vielen Iren, die sich dort ausbilden ließen. Zahlreiche Vitae nehmen darauf Bezug wie etwa die von Finian von Clonard oder Brendan von Clonfert. Vermutlich schloss Aidán seine Ausbildung mit der Priesterweihe in Menevia ab.
Danach kehrte Aidán nach Irland zurück, offenbar zuerst in der Nähe des heutigen Ardamine im Norden des County Wexford. Dort und in zahlreichen weiteren Plätzen im Südwesten Irlands werden Kirchengründungen ihm zugeschrieben. Ebenso in seiner Heimat in Drumlane und in Rossinver, County Leitrim. Seine wichtigste Gründung sollte jedoch die von Ferns sein. Die Vitae betonen die enge Verbindung zwischen Aidán und Brandubh, dem damaligen König von Leinster, aber das lässt sich möglicherweise auch auf den Versuch der Autoren zurückführen, Aidáns Rang zu erhöhen. Die Verbindung wird aber auch als Zeichen des sich zu seiner Zeit entwickelnden Gebens und Nehmens zwischen dem Herrscher und dem Klostergründer gesehen, bei der Herrscher das Land gibt und dafür erwartet, dass sein Seelenheil gerettet wird.
Es ist davon auszugehen, dass Aidán die klösterliche Gemeinschaft in Ferns ähnlich führte, wie es bei David üblich war, die sich den Grundsatz des ora et labora zu eigen machte, die auch schwere Feldarbeit einschloss. Die Vitae berichten davon, wie er Gerste aussät, Weizen mahlt und Obstgärten anlegt. Auch die Viehhaltung mit Rindern und Schafen wird erwähnt.
Der Sterbeort von Aidán ist umstritten, sowohl Ferns als auch Rossinver nehmen das jeweils für sich in Anspruch, aber Ferns wird für wahrscheinlicher erachtet. Seine Grabstätte ist unbekannt.

## Verehrung

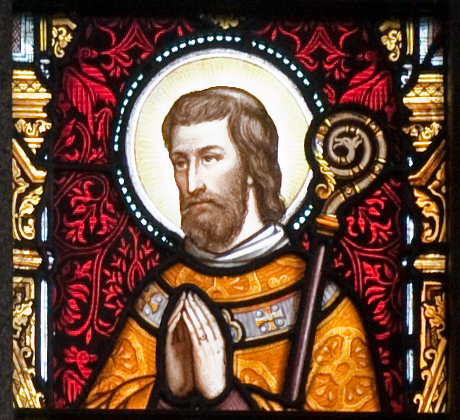
Glasmalerei in der Sankt-Aidan-Kathedrale von Enniscorthy nach einem 1849 angefertigten Entwurf von A. W. N. Pugin, der von Hardman Glass Workshop ausgeführt wurde.

Die Verehrung Aidáns begann sicherlich in Ferns unmittelbar nach seinem Tod. Seine Bedeutung stieg aber erst mit der Verbreitung seiner Vitae ab dem 12. Jahrhundert. Neben dem 31. Januar sind an einigen Stätten auch andere Tage der Verehrung üblich. So wird seiner an St. Edan’s well in Clongeen am 15. Mai gedacht, in Kilnahue wird Maodhóg’s day am 15. August gefeiert, eine Überlieferung aus dem 17. Jahrhundert nennt den 3. Januar in Rossinver als Gedenktag (wobei dies auch ein Schreibfehler sein könnte), und in Wales wird Aidán auch am 28. Februar verehrt. Der Gedenktag Aidáns wird auch in einer in Rheinau entstandenen Hagiographie zu Fintan erwähnt. Aidán wird auch in Hagiographien für andere Heilige erwähnt. So erwähnt Rhigyfarchs um 1090 entstandene Vita von David auch Aidán als Schüler. Eine Kurzfassung des Lebenslaufs erschien auch in der Nova Legenda Anglie von John of Tynemouth.
Sowohl die noch in Ferns befindliche Kathedrale der Diözese Cashel und Ossory der Church of Ireland als auch die nach Enniscorthy verlagerte Kathedrale des römisch-katholischen Bistum Ferns sind Aidán gewidmet. Weitere ihm gewidmete Kirchen in County Wexford sind in Ardamine, Clone, Clongeen, Coolhull und Kilnahue. In Halwyn, Cornwall, wurde ihm zu Ehren 1313 eine Kapelle errichtet, die nicht mehr erhalten ist. In Pembrokeshire gibt es ebenfalls einige Madoc geweihte Kirchen, bei denen allerdings nicht klar ist, ob die sich auf Aidán beziehen oder einen walisischen Heiligen gleichen Namens, der dann nach Cornwall und möglicherweise in die Bretagne weiterzog. In Birkenhead am Mersey gegenüber von Liverpool gibt es die St. Aidan Terraces, den Platz eines früheren Steinbruchs, der nach dem Ende des Auskofferns um 1856 dann dem Bau eines Priesterseminars (St Aidan’s Theological College, 1846 gegründet) diente. Dieses blieb bis 1969 in Betrieb und diente den anglikanischen Bistümern von Liverpool und von Birkenhead als gemeinsame Ausbildungsstätte des Priesternachwuchses. Ein Gedenkstein erinnert an die über 110-jährige Geschichte des Seminars an dieser Stelle, wo sich heute eine Wohnsiedlung befindet.